# Randhir Kapoor
Randhir Kapoor (Bombay, 15 februari 1947) is een Indiaas acteur, filmproducent en filmregisseur.

## Biografie
Kapoor verscheen voor het eerst als kind acteur in Shree 420 (1955) en Do Ustad (1959). Hij werkte mee als assistent-regisseur voor Jhuk Gaya Aasman (1968). Kapoor maakte zijn acteer- en regiedebuut met Kal Aaj Aur Kal (1971), waarin ook zijn toekomstige vrouw Babita, vader Raj Kapoor en grootvader Prithviraj Kapoor te zien waren. Hij vervolgde zijn carrière met de drama's Jeet (1972), Hamrahi (1974), de romantische komedies Jawani Diwani (1972), Lafange (1975), Ponga Pandit (1975) en films met meerdere hoofdrolspelers zoals Raampur Ka Lakshman (1972) en Haath Ki Safai  (1974) vestigden hem als een van de leidende hoofdrolspelers in Bollywood. Zijn carrière kwam na 1985 niet verder, waarna hij meer dan tien jaar stopte met acteren. Het door Kapoor geregisseerde romantische drama Henna (1991) bleek echter de commercieel meest succesvolle film van het decennium te zijn. In de afgelopen jaren keerde Kapoor af en toe terug naar films met zijn grootste commerciële succes, de komedie Housefull (2010). Hij was voor het laatst te zien in de 2014 film Super Nani.
Kapoor had nog twee broers, de acteurs Rishi Kapoor en Rajiv Kapoor, tevens is hij de vader van actrices Karishma Kapoor en Kareena Kapoor.